# Trigezio
Trigezio (latino: Trygetius; fl. 423-452) è stato un politico romano di età imperiale, famoso per aver partecipato alla delegazione che convinse Attila a riportare i suoi Unni fuori dall'Italia.

## Biografia
Trigezio era probabilmente padre di Memmio Emilio Trigezio e Memmio Emilio Probo, dunque è verosimile che anche lui fosse chiamato Memmio Emilio.
Nel 423 è attestato nel ruolo di Comes rerum privatarum della corte occidentale.
Nel 435 guidò la delegazione romana che concordò la pace tra Romani e Vandali, l'11 febbraio di quell'anno, a Ippona, in Africa.
Nel 452 partecipò, assieme all'ex-console Gennadio Avieno e al vescovo di Roma Leone, alla delegazione che incontrò Attila, disceso in Italia con i suoi Unni, e lo convinse a ritirarsi. In questa occasione è definiti dalle fonti «vir praefectorius»; potrebbe essere un titolo onorifico, o significare che aveva retto la prefettura, del pretorio o dell'Urbe.